# 网脉假卫矛
网脉假卫矛（学名：Microtropis reticulata）为卫矛科假卫矛属的植物，为中国的特有植物。分布在中国大陆的沿海岛屿、香港、广东等地，目前尚未由人工引种栽培。

## 异名
- Otherodendron reticulata (Dunn) Loesen.